# Plica pansticta
Espèce
Synonymes
- Tropidurus panstictus Myers & Donnelly, 2001

Statut de conservation UICN

 LC  : Préoccupation mineure
Plica pansticta est une espèce de sauriens de la famille des Tropiduridae.

## Répartition
Cette espèce est endémique du Venezuela.

## Publication originale
- Myers & Donnelly, 2001 : Herpetofauna of the Yutajé-Corocoro Massif, Venezuela: second report from the Robert G. Goelet American Museum-Terramar Expedition to the northwestern tepuis. Bulletin of the American Museum of Natural History, n. 261, p. 1-85 (texte intégral).